# Kraftska skolan
Kraftska skolan var en skola i Storkyrkoförsamlingen i Stockholm. 
Kraftska skolan fick sitt namn efter hovinstrumentmakaren Mathias Petter Kraft, en på sin tid mycket bekant mästare, som bland annat förfärdigade Bellmans tidigare i Musikhistoriska museet förvarade luta. Genom testamente av 13 maj 1807 förordnade Kraft, att hans förmögenhet, efter avdrag av åtskilliga legat, skulle användas "till grundläggning för en skoleinrättning för fattiga borgarebarns fria undervisning". 
Åt dåvarande pastor primarius i Stockholm (sedermera biskopen i Västerås), Gustaf Murray, uppdrog testator att ombestyra verkställigheten av hans vilja i detta hänseende, och sedan testamentsexekutör 1808 och 1809 avlämnat tillsammans 16 193 riksdaler 18 skilling banco uppgjorde Murray ett reglemente, vari stadgades, att skolan skulle ha två klasser (för respektive 24 och 16—18 barn) med var sin lärare samt att lärjungarnas undervisning alltid främst skulle ha avseende på deras framtida yrken och av språken i synnerhet det tyska språket läsas, sålunda ett slags realskola. 
Skolan öppnades i maj eller juni 1809 i samma lokal som församlingens fri- och fattigskola, från vilken barn övergick till Kraftska skolan som en högre läroanstalt (en folkskola i mer modern mening tillkom först efter folkskolestadgan 1842). År 1847 tog sig sockenstämman på "folkskolestyrelsens" förslag det oråd före att låta Kraftska skolan uppgå i den nyskapade folkskolan, där både borgarsöner och andra skulle få en något högre undervisning än i själva folkskolan, nämligen även i tyska och franska, geometri och "allmän grammatik". 
År 1864 återställdes dock Kraftska skolan i sitt ursprungliga skick, och undervisningsämnen blev kristendom, svenska, tyska, engelska, aritmetik, geometri, historia, geografi, naturkunnighet, bokhålleri, välskrivning, ritning, sång och gymnastik. År 1882 omlades undervisningen från 36 till 20 lästimmar i veckan, 1891 till 24 timmar; läroämnena var ännu de ovan uppräknade, vartill kom ett par frivilliga. 
År 1908 var skolans kapital 69 350 kronor. Till dess understöd stiftades 1907 Kraftska sällskapet, vars medlemmar mestadels var tidigare elever på skolan. Samma år var elevantalet 39. Under dåvarande rektorn Robert Brandel bildades 1902 en musikkår i skolan, som vann färdighet och berömmelse och ledde till efterföljd i åtskilliga andra skolor. Ett annat drag i skolans uppfostringsmetod var de årligen återkommande resorna inom Sverige och till grannländerna. Skolan upphörde 1972. Kraftska sällskapet finns kvar och delar ut stipendier.